# Regéc, Borsod-Abaúj-Zemplén
Regéc este un sat în districtul Gönc, județul Borsod-Abaúj-Zemplén, Ungaria, având o populație de 98 de locuitori (2011). 

## Demografie
Componența etnică a satului Regéc
     Maghiari (100%)
Componența confesională a satului Regéc
     Romano-catolici (35,71%)
     Greco-catolici (24,49%)
     Reformați (6,12%)
     Fără religie (3,06%)
     Necunoscută (30,61%)
Conform recensământului din 2011, satul Regéc avea 98 de locuitori. Din punct de vedere etnic, majoritatea locuitorilor (100,0%) erau maghiari. Nu există o religie majoritară, locuitorii fiind romano-catolici (35,71%), greco-catolici (24,49%), reformați (6,12%) și persoane fără religie (3,06%). Pentru 30,61% din locuitori nu este cunoscută apartenența confesională.